# عبد الرحمن بن إبراهيم أبو حيمد

## نسبه
هو الشيخ عبد الرحمن بن إبراهيم بن محمد بن حمد أبوحيمد الهلالي المزروعي العنبري التميمي، ولد بـ عودة سدير عام 1366هـ الموافق 1947م.

## النشأة والتعليم
درس المرحلة الابتدائية بعودة سدير وتخرج منها عام 1379 هـــ ثم سافر إلى الرياض طالبا مغتربا، والتحق بالمدرسة المتوسطة بالرياض حتى تخرج منها عام 1383 هــ ثم عمل بالدولة وواصل دراسته الثانوية ليلا في مدرسة اليمامة الثانوية وتخرج منها عام 1386 هـــ ثم واصل دراسته الجامعية منتسبا في جامعة الملك سعود كلية التجارة قسم المحاسبة وإدارة الأعمال وتخرج في عام 1391 هـــ وفي الوقت نفسه كان يعمل في معهد الإدارة العامة بالرياض، ثم جرى ابتعاثه إلى الولايات المتحدة الأمريكية حيث حصل على درجة الماجستير في إدارة الأعمال في شهر أغسطس 1974م.

## خدمته الوطن
عمل في عدة وظائف حكومية في بلده المملكة العربية السعودية وذلك ما يقارب الأربعة والأربعين عاماً بدأ من موظف صغير في وزارة الصناعة والتجارة، ثم في معهد الإدارة العامة، وانتهاء بمعالي وكيل الحرس الوطني ثم عضو في مجلس الشورى. حيث بدأت خدمته في الدولة بعد حصوله على شهادة المرحلة المتوسطة عام 1383 هــ، وبعد الحصول على شهادة الثانوية العامة التحق بمعهد الإدارة العامة حيث استمر فيه من شهر رمضان 1386 وحتى 29 / 1 / 1398 هــ، وفي تلك الأثناء حصل على بكالوريوس المحاسبة وإدارة الأعمال منتسبا في جامعة الملك سعود كما حصل على الماجستير في إدارة الأعمال من الولايات المتحدة الأمريكية جامعة ايسترن نيو مكسيكو.
بعد ذلك عين في الحرس الوطني وكيلا للشؤون الفنية من 29 / 1 / 1398 هــ، واستمر في سلك الوظيفة حتى رقي إلى المرتبة الممتازة وكيلا للحرس الوطني في 21 / 11 / 1413 هــ وحتى تقاعد بتاريخ 3 / 3 / 1422 هــ ثم عين عضوا بمجلس الشورى لمدة أربع سنوات من عام 1422 هــ وحتى عام 1426 هــ، وقد بلغت خدماته في الدولة ما يقارب الأربعة والأربعين سنة.

## أعماله التجارية
تزامن نشاطه التجاري مع دراسته وعمله في الدولة، حيث بدأ مع أخيه الكبير عبد الله في بناء المساكن الشعبية الصغيرة بالرياض وبيعها وكانت هذه بداية تجارته في العقار، واستمر في هذا المجال وزاد عليه بالإستيراد وفتح محلات بيع الأغذية (بقالة) واستمر في ذلك حتى بعد عودته من أمريكا، حيث كان يعمل في الصباح والمساء بمعهد الإدارة العامة وبينهما كان يمارس نشاطه العقاري في شراء الأراضي وبيعها وتعمير بعضها، وبعد بلوغ ابنه أحمد الخامسة عشر تولى إدارة تجارة والده مع الدراسة في الصباح، وفي مراحل لاحقة أضيف إلى ماسبق الإستثمار في العناية الطبية من مراكز طبية وصيدليات والإستثمار في الأسهم والسندات تحت إشراف والده ولازال مع أبنائه الأربعة يمارسون نفس المجالات التجارية المذكورة.

## كتاباته ومؤلفاته
كتب العديد من المقالات في الأدب وهموم المواطن وفي الإدارة والاقتصاد في الصحف والمجلات السعودية، كما قام بإصدار العديد من المؤلفات ومنها:
- بحث دور التمثيل المالي في الرقابة المالية، معهد الإدارة العامة 1396 هــ.
- مذكرات مطبوعة مراجعات حسابات الحكومة معهد الإدارة العامة بالرياض 1976م.
- رواية نساء في مهب الريح الطبعة الأولى 2005 م، والطبعة الثانية سنة 2010 م، الطبعة الثالثة 2016م.
- خذ التقاعد ... وأبدأ الحياة، الطبعة الأولى 2008 م، الطبعة الثانية 2012, الطبعة الثالثة 2015م.
- الإدارة العامة وتطبيقاتها في المملكة العربية السعودية الطبعة الأولى 2008 م، الطبعة الثانية 2010م, الطبعة الثالثة 2014م, الطبعة الرابعة 2016م.
- ديوان شعر فيض الخاطر الطبعة الأولى 2010م, الطبعة الثانية 2013, الطبعة الثالثة 2016م.
- رواية بين جزيرتين، الطبعة الأولى 2012م, الطبعة الثانية 2014م, الطبعة الثالثة 2016م.
- الوطن والتنمية، الطبعة الأولى 2017م.
- كتاب آل أبوحيمد النسب والسيرة، الطبعة الأولى 2002م, الطبعة الثانية يعمل عليها.

## عضويته في الجمعيات والمؤسسات
قد شارك في العديد من مجالس إدارة مؤسسات وهيئات متنوعة منها مجلس إدارة مدارس الرياض ، مجلس إدارة مركز الأمير سلمان الاجتماعي، مجلس إدارة مؤسسة الجزيرة للصحافة والطباعة والنشر، مجلس إدارة مكتبة الملك عبد العزيز العامة، والمتصرف المكلف لـ مؤسسة الملك عبد العزيز آل سعود للدراسات الإسلامية بالمغرب وقد ترك هذه المؤسسات عدا مؤسسة الجزيرة للصحافة والطباعة والنشر حيث يرأس مجلس إدارتها منذ عام 2018 وعضوية مجلس إدارة جمعية إنسان وعضوية جمعية المعوقين وجمعية الأمير فهد بن سلمان لأمراض الكلى.

## أعماله الخيرية
له مساهمات ملموسة في الأعمال الخيرية ومنها: بناء المساجد وترميمها، تبني ودعم جمعيات تحفيظ القرآن الكريم، دعم الجمعيات الخيرية في السعودية، المساهمة في الجمعيات العمومية وفي عضوية مجالس إدارة تلك الجمعيات الخيرية.

## كتب عنه
جمع الأستاذ يوسف بن محمد العتيق المقالات والحوارات التي أجريت معه وتصريحاته في كتاب نشر بعنوان (من محبرة الوطن...أكتب لكم) في عام 2010 م. و كذلك أصدر عنه الأستاذ يوسف بن محمد العتيق كتابا يوثق مسيرته وانجازاته صدر في العام 2010 بعنوان من «جماز إلى الإنجاز» والطبعة الثانية صدرت في 2014م.

## الأوسمة والجوائز والدروع
نال ميدالية الاستحقاق من الدرجة الثانية من خادم الحرمين الشريفين عام 1984م, كما نال على العديد من شهادات التكريم من عدة جهات مختلفة وعدد من الدروع تكريما وتقديرا لما قدمه من مساهمات وجهود في خدمة الوطن والمجتمع.[بحاجة لمصدر]